# Каласево
Каласево (эрз. Колазьвеле) — село, центр сельской администрации в Ардатовском районе.

## Название
От мордовского языческого имени первого поселенца Калась (Колась).
Еще один вариант названия, от эрьзянского : «Колазь» — расколотое и «Веле» — село. То есть фактически, село Каласево состоит из 2х деревень — Каласево и Канаклейка. Границей служит речка «Канак», от которого и называется деревня Канаклейка.
От эрьзянского Канаклейка — речка «Канак».

## География
Расположено на реке Алатырь, в 25 км от районного центра и 18 км от железнодорожной станции Ардатов.

## История
В исторических документах упоминается как д. Коласева (1624), Тетингеева (1671), Старая Каласева (1696). В «Списке населённых мест Симбирской губернии» (1863) Каласево — село удельное из 80 дворов (770 чел.) Ардатовского уезда.
В 1930-е гг. был организован колхоз. В 1997 г. Колхоз села Каласево, объединился с колхозом соседней деревни Канаклейка, образовалась СХПК «Дружба».

## Население
| 1863 | 2001 | 2002 | 2010 |
| ---- | ---- | ---- | ---- |
| 770  | ↘447 | ↘371 | ↘320 |

Национальный состав
В основном мордва-эрзя.

## Инфраструктура
Школа, дом культуры, библиотека, торговый центр, КБО, медпункт, столовая.

## Памятники
Памятник воинам, погибшим в годы Великой Отечественной войны.

## Люди, связанные с селом
Родина Героя Социалистического Труда И. И. Суюшова.
Во время Первой мировой войны на водяной мельнице в селе Каласево работал находившийся в плену, будущий президент Югославии Иосип Броз Тито. В Каласево встретил свою первую любовь — уроженку села Агафью Бирюкову.

## Источник
- Энциклопедия Мордовия, А. П. Кочеваткина.